# Santa Maria Regina Pacis
Santa Maria Regina Pacis, officiellt benämnd Santa Maria Regina Pacis a Monte Verde, är en kyrkobyggnad och titelkyrka i Rom, helgad åt Jungfru Maria. Trots namnet ”Regina Pacis”, det vill säga ”Fredens Drottning”, är kyrkan formellt helgad åt den Obefläckade Avlelsen. Kyrkan är belägen vid Via Anton Giulio Barrili i quartiere Gianicolense och tillhör församlingen Santa Maria Regina Pacis a Monte Verde.

## Historia
Kyrkan uppfördes åren 1933–1942 efter ritningar av arkitekten Tullio Rossi. Enligt en uppgift utgör kyrkan ett exempel på rationalistisk arkitektur. Kyrkan konsekrerades den 11 april 1942 av biskop Francesco Pascucci.
Tegelfasaden har en portik med fem rundbågar. Frisen bär dedikationsinskriptionen: MARIAE IMMACVLATAE REGINAE PACIS A.D. MCMXLII. Grindarna i smidesjärn härstammar från kyrkan Santa Maria delle Grazie a Porta Angelica, vilken revs år 1939. Mittgrinden har en medaljong med en relief som visar Jungfru Maria med Jesusbarnet.
Interiören är treskeppig. Absiden domineras av mosaiken Den Obefläckade Avlelsen, utförd av Odoardo Anselmi. På ömse sidor om högkoret finns sidokapell, helgade åt den helige Josef respektive Jesu heliga hjärta. Vid höger sidoskepp finns ett sidokapell, helgat åt de heliga Rita, Cecilia och Thérèse av Jesusbarnet.

## Titelkyrka
Kyrkan stiftades som titelkyrka med namnet Santa Maria Regina Pacis a Monte Verde av påve Paulus VI år 1969.
Kardinalpräster
- Joseph Parecattil: 1969–1987
- Antony Padiyara: 1988–2000
- Francisco Álvarez Martínez: 2001–2022